# Орша (Псковська область)
Орша (рос. Орша) — присілок в Новоржевському районі Псковської області Російської Федерації.
Населення становить 566 осіб. Входить до складу муніципального утворення Вехнянська волость.

## Історія
Від 2015 року входить до складу муніципального утворення Вехнянська волость.

## Населення
| 2001 | 2002 | 2010 |
| ---- | ---- | ---- |
| 684  | ↘669 | ↘566 |